# Plumareola lineola
Plumareola lineola är en fjärilsart som beskrevs av Van Eecke 1920. Plumareola lineola ingår i släktet Plumareola och familjen björnspinnare. Inga underarter finns listade i Catalogue of Life.